# Alberto Fabio Ambrosio
Alberto Fabio Ambrosio OP (* 4. September 1971 in Fano, Italien) ist ein italienischer Theologe und Religionshistoriker.

## Leben
Nach einem Studium der Persischen sowie Türkischen Sprache und Literatur an der Université Marc Bloch in Straßburg (2001 und 2002) erhielt Ambrosio 2007 seinen Doktorgrad in neuer und neuester Geschichte an der Universität Paris IV (Paris-Sorbonne) mit einer Arbeit zum Thema Pratiques et doctrines des derviches tourneurs au XVIIe siècle dans l’Empire ottoman : le cas Ismâ‘îl Rüsûhi Ankaravî. Anschließend setzte er seine Forschungen und Veröffentlichungen fort, sodass er 2013 an der Universität Lothringen habilitiert wurde. Seine Habilitationsarbeit trug den Titel Le soufisme des derviches tourneurs. Recherches en mystique. 2015 schloss Ambrosio, der Theologie in Bologna studiert hatte, außerdem ein kanonisches Lizentiat in Ökumenischer Theologie und interreligiösem Dialog an der Päpstlichen Universität Heiliger Thomas von Aquin ab.
Seit 2017 ist Ambrosio Professor für Theologie und Religionsgeschichte an der Luxembourg School of Religion & Society (LSRS).

## Forschungsschwerpunkte
Ambrosios Hauptinteresse gilt den Fragen, wie sich das Religiöse in verschiedenen Religionen manifestiert und wie es in verschiedenen Bereichen der Kultur interagiert. Nachdem er sich jahrelang mit der mystischen Dimension des Islams beschäftigt hat, untersucht er zurzeit die Artikulation zwischen profaner und religiöser Mode, indem er diese soziokulturellen Phänomene aus theologischer Perspektive reflektiert und dabei, ganz im Sinne der LSRS, auch die Theologie transformiert. Seit 2019 leitet er ein Forschungsprojekt namens Revêtir l'invisible : la religion habillée, das zusammen von der LSRS und dem Collège des Bernardins getragen wird, wo Ambrosio auch Studiendirektor ist.
Ebenso gehören der interreligiöse sowie der interspirituelle Dialog zu Ambrosios Forschungsschwerpunkten. Daran anknüpfend beschäftigt er sich außerdem mit der Frage, in welchem Dialog die Spiritualität und die zeitgenössische Kultur stehen.

## Mitgliedschaften
Alberto F. Ambrosio ist Co-Direktor für Forschung am Collège des Bernardins und Herausgeber von Reihen bei den Verlagshäusern Peter Lang (Brüssel) und Mimesis (Mailand). Des Weiteren ist er ordentliches Mitglied des Zentrums für osmanische, balkanische und zentralasiatische Studien (CETOBAC/EHESS, Paris) sowie Mitglied des Dominikanischen Instituts für Orientalische Studien in Kairo (IDEO). Ambrosio ist außerdem ein ordentliches Forschungsmitglied des Französischen Instituts für Anatolische Studien in Istanbul (IEFA) und Mitglied der Forschungsgruppe ZoneModa. Italian Fashion Studies (Bologna).

## Schriften
- Dio tre volte sarto. Moda e teologia, Milano, Mimesis Editore, „Moda & Religioni“, im Druck.
- Escatologia quotidiana. The Last Judgment di Maxim Kantor, Milano, Mimesis Editore, „A regola d’arte“, im Druck.
- Saisons intérieures. Croire à l’âge de l’incroyance, Paris, Éditions Empreinte temps présent, „L’art de méditer“, 2020.
- Un islam à la mode ? Mystique, politique, esthétique.In: Nouvelle Revue Théologique 142 (2020/1); S. 81–102.
- Rūmī and Whirling dervishes, Adelaide, ATF Theology, 2019.
- mit Elsa Pirenne: Luxembourg. In: Olivier Scharbrodt, Samin Akgönül, Ahmet Alibašić, Jørgen S. Nielsen, Egdūnas Račius (Hrsg.): Yearbook of Muslims in Europe, vol. 11, Leiden, Brill, 2019, 405–418.
- Invisible Dress : Weaving a Theology of Fashion. In: Religions, https://www.mdpi.com/2077-1444/10/7/419/htm (Letzter Zugriff 17. April 2020).
- Volker Resing (Hrsg.), Alberto Fabio Ambrosio OP (Hrsg.), Jean-Claude Kardinal Hollerich (Autor): Was auf dem Spiel steht. Die Zukunft des Christentums in einer säkularen Welt, Edition Herder Korrespondenz Januar 2022, ISBN 978-3-451-27449-7.